# Cucumis pustulatus
Cucumis pustulatus là một loài thực vật có hoa trong họ Cucurbitaceae. Loài này được Naudin ex Hook.f. mô tả khoa học đầu tiên năm 1871.